# راي سيرانو
راي سيرانو (بالإنجليزية: Ray Serrano)‏ (9 مايو 2002 في الولايات المتحدة - ) هو لاعب كرة قدم أمريكي في مركز الوسط.

## وصلات خارجية
- راي سيرانو على موقع قاعدة بيانات كرة القدم.إي يو (الإنجليزية)